# Генріх Паєр
Генріх Паєр (нім. Heinrich Peyer; 1816, Відень — після 1854) — австрійський художник-пейзажист.

## Життєпис
У 1839—1843 роках навчався у Віденській академії мистецтв.
Працював пейзажистом у Відні, подорожував коронними землями Австро-Угорської монархії, зокрема Угорщиною, Моравією та Верхньою Австрією, а також відвідав Баварію і Волинь. Від 1844 до 1854 року він показував свої роботи на виставках Віденської академії в дворі Святої Анни, а з 1852 по 1854 рік — на щомісячних виставках Австрійської художньої спілки.
Видав «Альбом краєвидів Волині» (пол. Album widoków Wołynia). Подальше життя художника після 1854 року залишається невідомим. Вид на Горицію датований «1877».